# Orthetrum poecilops
Orthetrum poecilops – gatunek ważki z rodziny ważkowatych (Libellulidae).